# 広島県立呉三津田高等学校
広島県立呉三津田高等学校（ひろしまけんりつくれみつたこうとうがっこう、英: Hiroshima Prefectural Kure Mitsuta High School）は、広島県呉市に所在する公立高等学校。

## 概要

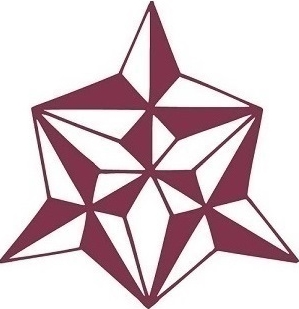

歴史
1907年（明治40年）に開校した「呉市立呉中学校」（旧制中学校）と「呉市立呉高等女学校」を前身とする。帝国海軍呉鎮守府・史上最大戦艦大和等を建造する呉海軍工廠が呉市に存在し、同市に多くの帝国海軍将校・幹部・軍医が居住したこともあって、旧制中学校時代は呉市至近距離にある江田島の海軍兵学校（現海上自衛隊第1術科学校）への登竜門として、優秀な生徒が多数在学していた。
設置課程・学科
全日制課程・普通科
校風
- 文武両道、質実剛健・自主自立

校章

所在地の三津田の「田」の字を3つ組み合わせたデザインである。
十字は自主・救心を、三角は団結を象徴し、また放射は栄光と発展を示している。
昭和24年5月の創立当時、美術部の考案に基づき全校生徒の投票によって決定された。　
校歌
作詞は藤浦洸、作曲は古関裕而による。歌詞は3番まであり、各番に校名の「三津田高校」が登場する。
また校歌とは別に三津田讃歌（作詞:木村康雄、作詞:坂部僚之）がある。
同窓会
「広島県呉三津田ヶ丘同窓会」と称している。
理数探究類型
2学年になると、文科類型と理科類型及び理数探究類型の3コースに分かれて授業が行われる。
特に理数探究類型は、生徒が自由にテーマを見つけて研究する科目が週に数学と理科の1限ずつ計2限が設けられている。

## 沿革
- 1906年（明治39年）12月28日 - 呉市立呉中学校の開校が認可される。
- 1907年（明治40年）4月9日 - 「呉市立呉中学校」が開校。
- 1911年（明治44年）4月1日 - 広島県への移管により、「広島県立呉中学校」と改称。
- 1929年（昭和4年）4月1日 - 「広島県立呉第一中学校」と改称[注釈 1]
- 1945年（昭和20年）
  - 7月1日 - 呉大空襲により校舎を焼失。
  - 9月1日 - 校舎焼失のため、広海軍工廠弥生寮を仮校舎として授業を再開。
  - 9月30日 - 横路国民学校（現・呉市立横路小学校（読みは「よころ」））に移転。
  - 10月31日 - 東畑国民学校（現・呉市立東畑中学校（読みは「ひがしはた」）[注釈 2]）に移転。
- 1947年（昭和22年）4月1日 - 空襲で焼失していた三津田ケ丘校舎が再建・復興。
- 1948年（昭和23年）5月3日 - 学制改革（六・三・三制の実施）により廃止。

- 1935年（昭和10年）4月1日 - 「広島県立呉夜間中学」が開校。広島県立呉第一中学校に併設される。
- 1942年（昭和17年）4月1日 - 「広島県立呉第一夜間中学校」に改称。
- 1943年（昭和18年）4月1日 - 「広島県立呉第四中学校」に改称。
- 1945年（昭和20年）
  - 7月1日 - 呉大空襲により校舎を焼失。
  - 9月1日 - 焼け残った校舎で授業を再開。
- 1948年（昭和23年）5月3日 - 学制改革（六・三・三制の実施）により廃止。

- 1907年（明治40年）5月1日 - 「呉市立高等女学校」が開校。
- 1920年（大正9年）4月1日 - 広島県への移管により、「広島県立呉高等女学校」と改称。
- 1943年（昭和18年）4月1日 - 「広島県立呉第一高等女学校[注釈 3]」と改称。
- 1945年（昭和20年）7月1日 - 呉大空襲により校舎を焼失。
- 1948年（昭和23年）5月3日 - 学制改革（六・三・三制の実施）により廃止。

- 1948年（昭和23年）
  - 5月3日 - 学制改革（六・三・三制の実施）により新制高等学校2校が発足。また暫定措置として両校に新制中学校を併設（以下・併設中学校）。
    - 広島県立呉第一中学校と第四中学校が廃止・統合の上、「広島県呉竹高等学校」（定時制課程併設、男子校）が発足。
    - 広島県立呉第一高等女学校が廃止の上、「広島県呉白楊高等学校」（女子校）が発足。
      - 同年3月時点で旧制中学校および高等女学校の3・4年をそれぞれ新制高校1年・2年に編入し、2年を併設中学校に編入。

  - 6月15日 - 定時制江田島分校を設置。
- 1949年（昭和24年）
  - 3月31日 - 併設中学校を廃止。
  - 4月30日 - 総合制・学区制・男女共学制の高校三原則による高校再編が行われ、総合制高等学校「広島県呉三津田高等学校」（男女共学）が発足。
    - 全日制課程2学科（普通科・被服科）と定時制1学科（普通科）を設置。定時制江田島分校を継承。
    - 当面の間、旧・呉竹高等学校と旧・呉白楊高等学校の両校舎を使用。

  - 5月9日 - 開校式を挙行。
- 1950年（昭和25年）10月14日 - 木造新校舎が完成。
- 1953年（昭和28年）7月4日 - 家庭科教室・理科教室が完成。運動場を改修。
- 1954年（昭和29年）
  - 4月1日 - 制度改正により被服科を生活科に改称。
  - 11月14日 - 鉄筋コンクリート造3階建て校舎（旧・C校舎）が完成。
- 1956年（昭和31年）5月27日 - 「三津田ケ丘同窓会」が結成される。
- 1957年（昭和32年）9月22日 - 体育館兼講堂（旧・第一体育館）が完成。
- 1961年（昭和36年）4月1日 - 制度改正により、生活科を家政科に改称。
- 1962年（昭和37年）
  - 4月1日 - 江田島分校を全日制課程に移行。
  - 12月3日 - 家政科の募集を停止。
- 1963年（昭和38年）
  - 3月8日 - 野間園ロッジが完成。
  - 4月1日 - 従来の小学区制から南部学区に移行。
- 1965年（昭和40年）
  - 3月31日 - 家政科を廃止。
  - 11月8日 - 校歌を制定。
  - 12月3日 - 旧制呉一中と呉三津田の同窓会が合体し、「呉三津田ケ丘同窓会」となる。
- 1968年（昭和43年）10月1日 - 「広島県立呉三津田高等学校」（現校名）と改称（県の後に「立」が加えられる）。
- 1971年（昭和46年）3月31日 - 鉄筋コンクリート造4階建ての校舎（現・A校舎、12教室）が完成。
- 1972年（昭和47年）
  - 3月31日 - 鉄筋コンクリート造4階建ての管理棟（現・A校舎）が完成。
  - 4月1日 - 江田島分校が分離の上、広島県立江田島高等学校として独立。
- 1973年（昭和48年）3月31日 - 理科校舎が完成。
- 1974年（昭和49年）
  - 7月31日 - 家庭科校舎（B校舎）が完成。
  - 9月14日 - 運動場に照明投光器を設置。
- 1975年（昭和50年）1月31日 - クラブ部室が完成。
- 1976年（昭和51年）3月12日 - 県立高校3校（呉三津田・呉宮原・広）で総合選抜制による入試を開始。
- 1977年（昭和52年）8月20日 - 従来の北門を正門とする。
- 1979年（昭和54年）7月10日 - 野間園が開放施設となり、夜間照明を設置。
- 1981年（昭和56年）4月28日 - 創立75周年を記念して「青春の賦」の碑を建立。
- 1982年（昭和57年）
  - 3月31日 - 野間園にテニスコートが完成。
  - 8月31日 - 本館とB 校舎の間に渡り廊下が完成。
  - 9月11日 - 新体育館兼講堂（現・体育館）が完成。
- 1984年（昭和59年）4月15日 - 定時制創立50周年を記念し、記念碑「北斗の歌」を建立。
- 1986年（昭和61年）
  - 3月31日 - 野間園の正門道路を舗装。
  - 9月20日 - 野間園のロッジ宿泊施設を撤去。
- 1988年（昭和63年）8月10日 - 英語指導助手（AET）を配属。
- 1989年（平成元年）3月8日 - 旧C校舎のリフレッシュ工事を完了。
- 1990年（平成2年）
  - 1月18日 - 野間園に防球ネットを設置。
  - 8月31日 - 運動場南側に防球ネットを増設。
- 1991年（平成3年）
  - 2月27日 - 格技場を撤去。
  - 2月28日 - 第二体育館（現・体育館）に武道場が完成。
  - 11月5日 - 三津田ケ丘会館（同窓会館）が完成。
- 1993年（平成5年）1月31日 - 旧C校舎横のトイレを改修工事し、水洗化を完了。
- 1994年（平成6年）12月13日 - グラウンドの整備工事を完了。
- 1995年（平成7年）
  - 3月25日 - 旧C校舎東側の法面改修工事と隣接する庭地への色彩煉瓦敷き詰め工事を完了。
  - 3月30日 - 野間園を呉市野外活動センター敷地の一部と交換。
- 1996年（平成8年）
  - 1月31日 - 旧C校舎芸術棟のリフレッシュ工事を完了。野間園を呉市へ移管。
  - 2月10日 - 新第2グラウンド（野間グランド）が完成。
- 1998年（平成10年）3月5日 - 総合選抜制を廃止し、単独選抜制による入試を開始。
- 2001年（平成13年）
  - 3月23日 - A校舎にエレベーター自動扉を設置。
  - 3月25日 - グラウンド整備工事を完了。
  - 4月1日 - 普通科に理数コースを導入。
- 2002年（平成14年）2月28日 - A校舎・B校舎・理科校舎のリフレッシュ工事を完了。
- 2004年（平成16年）11月15日 - 第一体育館を解体。
- 2005年（平成17年）12月8日 - 新C校舎を改築。
- 2006年（平成18年）
  - 3月24日 - 旧C校舎を解体。
  - 11月2日 - 旧C校舎跡地フェンス工事が完了。
  - 11月18日 - 創立100周年記念式を挙行。記念庭園が完成。記念碑を建立。
  - 12月26日 - グラウンド夜間照明工事を完了。
- 2007年（平成19年）3月17日 - 創立100周年を記念して白楊同窓会記念碑「祈念碑慈念」が建立。
- 2008年（平成20年）3月14日 - 理科棟とB棟の耐震工事を完了。
- 2009年（平成21年）
  - 3月17日 - A棟の耐震工事を完了。
  - 9月1日 - 部室棟を移転。
- 2010年（平成22年）
  - 3月8日 - グラウンドの改修工事を完了。
  - 4月1日 - 広島県立江田島高等学校を統合。理数コースの募集を停止[1]。
- 2022年（令和4年）
  - 3月31日 - 定時制課程を閉課程[2]。

## 部活動
運動部
- 空手道部
- 弓道部
- 剣道部
- サッカー部
- 山岳部
- 柔道部
- ソフトテニス部
- 新体操部
- 卓球部
- 硬式テニス部
- バスケットボール部
- バドミントン部
- バレーボール部
- ハンドボール部
- 野球部
- 陸上競技部
- 応援団

文化部
- 英会話部
- 科学部
- コーラス部
- 茶華道部
- 出版部
- JRC部
- 書道部
- 数学研究会
- 吹奏楽部
- 生物部
- 地学部
- 調理部
- 図書部
- 美術部
- フォークソング部
- 放送部

## 交通アクセス
最寄りの鉄道駅
- JR西日本呉線呉駅から徒歩約15分

## 著名な出身者
政界
- 松本俊一（元衆議院議員、内閣官房副長官、外務次官）
- 三谷光男（民主党・元衆議院議員広島5区選出）
- 空本誠喜（日本維新の会・衆議院議員比例中国ブロック選出）
- 明岳周作（江田島市長）
- 芝清 (元広島県議会副議長)
- 小笠原臣也（元呉市長）[要出典]

官界
- 保田博（元大蔵事務次官、途中日比谷高校に転校）
- 小松勇五郎（元通商産業事務次官、元神戸製鋼所会長）
- 山野正登（元科学技術事務次官、元宇宙開発事業団理事長）
- 岡光序治（元厚生事務次官、収賄罪に問われ事務次官経験者としては史上初めて実刑判決を受ける）
- 布施健（元検事総長、ロッキード事件時の検事総長）
- 栗栖弘臣（元統合幕僚会議議長）

財界
- 碓井優（日本のベンチャー・ビジネス先駆け、コスモ・エイティ創業者）
- 池内正昭（元ジェーシービー社長）
- 渡辺守之（元マツダ会長）[要出典]
- 清水希茂（中国電力社長）[要出典]
- 片山準三（元ミツトヨ社長）

学界文化その他
- 禹長春（農学者、育種学者）
- 奥平英雄（東京国立博物館技官、絵巻等の日本美術史家・美術評論家）
- 田中小実昌（作家）
- 池端俊策（脚本家）
- 川本統脩（指揮者）
- 土佐信道（芸術家）明和電機代表取締役社長
- 岡田善雄（細胞生物学者）
- 石橋康正（東京大学名誉教授、元東京逓信病院院長）
- 古田陽久（世界遺産学）
- 古田真美（世界遺産学）
- 仲正昌樹（金沢大学教授）
- 飯田史彦（元福島大学教授、作家）
- 稲垣恭子（京都大学教授、教育社会学専攻）[要出典]

芸能
- 浜田省吾（シンガーソングライター）
- 日浦孝則（ミュージシャン、元class (音楽グループ)メンバー、）
- 乾浩太郎（元BEE PUBLICメンバー / ロックバンドPLASTIC DOLL乾聡晋(SOUSHIN)）
- 英百合子（女優、中退）
- 甲賀真理子（マリコ・コウガ、ファッションデザイナー）
- ゆりん（声優、元タレント）

マスコミ
- 小早川正昭（アナウンサー、声優、ナレーター）
- 末田正雄（NHKアナウンサー）
- 竹中知華（ラジオ沖縄アナウンサー）
- 永田周太郎（TBSテレビ美術デザイナー）
- 芳野潔（NHKアナウンサー）

スポーツ
- 古賀史生（JRA調教師）
- 小畑正治（元プロ野球選手）
- 中下征樹（サッカー指導者 / サンフレッチェ広島トップチームコーチ）
- 広岡達朗[3]（元プロ野球選手、元プロ野球監督、野球殿堂表彰者）
- 樫原沙紀（陸上中距離走女子選手）